# TNT (norvég együttes)
A TNT norvég heavy/glam metal együttes. 1982-ben alakultak Trondheim városában. Pályafutásuk alatt számtalan tagcserén estek át, Ronni Le Tekrø gitáros az egyetlen folyamatos tag.
Alapító tagjai: Dag Ingebrigtsen - ének, ritmusgitár, Ronni Le Tekrø - gitár, Steinar Eikum - basszusgitár és Diesel Dahl - dob.  Első nagylemezüket 1982-ben adták ki a PolyGram kiadó "Vertigo Norway" nevű leányvállalatának gondozásában. Eikum-ot 1983 augusztusában Morty Black váltotta le. Egy évvel később pedig Tony Harnell váltotta Ingebrigtsen-t az énekesi poszton.
1992-ben feloszlottak, majd 1996-ban újra összeálltak és a mai napig működnek.

## Tagok
- Ronni Le Tekrø - gitár, szintetizátor, billentyűk, vokál (1982–1992, 1996-)
- Diesel Dahl - dob, ütős hangszerek (1982–1988, 2000–)
- Ove Husemoen - basszusgitár, vokál (2016–)
- Baol Bardot Bulsara - ének (2017–)

## Korábbi tagok
- Dag Ingebrigtsen - ének, ritmusgitár (1982–1984, 2008, 2012)
- Steinar Eikum - basszusgitár, vokál (1982–1983, 2008, 2012)
- Morty Black - basszusgitár, billentyűk, gitár, szintetizátor, vokál (1983–1992, 1996–2004)
- Tony Harnell - ének (1984–1992, 1996–2006, 2012, 2013–2015, 2016-2017)
- Kenneth Odiin - dob, ütős hangszerek (1988–1989)
- John Macaluso - dob, ütős hangszerek (1990–1992)
- Sid Ringsby - basszusgitár, vokál (2004–2005, 2013)
- Tony Mills - ének (2006–2013; 2019-ben elhunyt)
- Victor Borge - basszusgitár, vokál (2005–2012, 2013–2016)

## Diszkográfia
- TNT (1982)
- Knights of the New Thunder (1984)
- Tell No Tales (1987)
- Intuition (1989)
- Realized Fantasies (1992)
- Firefly (1997)
- Transistor (1999)
- Taste (2003)
- My Religion (2004)
- All the Way to the Sun (2005)
- The New Territory (2007)
- Atlantis (2008)
- A Farewell to Arms (2010)
- XIII (2018)